# Peter Boettke
Peter Boettke, född 3 januari 1960, är en amerikansk nationalekonom. Boettke avlade doktorsexamen i nationalekonomi 1989 vid George Mason University. Han har forskat om ekonomin i länderna i det forna östblocket, undervisat vid bl.a. Oakland University, Manhattan College och New York University och varit gästforskare vid Karlsuniversitetet i Prag, London School of Economics och Handelshögskolan i Stockholm.
För närvarande är Boettke professor vid George Mason University och knuten till forskningsinstitutet Mercatus Center vid samma universitet.
Boettke tillhör den österrikiska skolan inom nationalekonomin. Han föreläser återkommande vid Institute for Humane Studies och Foundation for Economic Education, är medförfattare till bloggen The Austrian Economists och redaktör för Review of Austrian Economics.